# Культура Ахеменідського Ірану

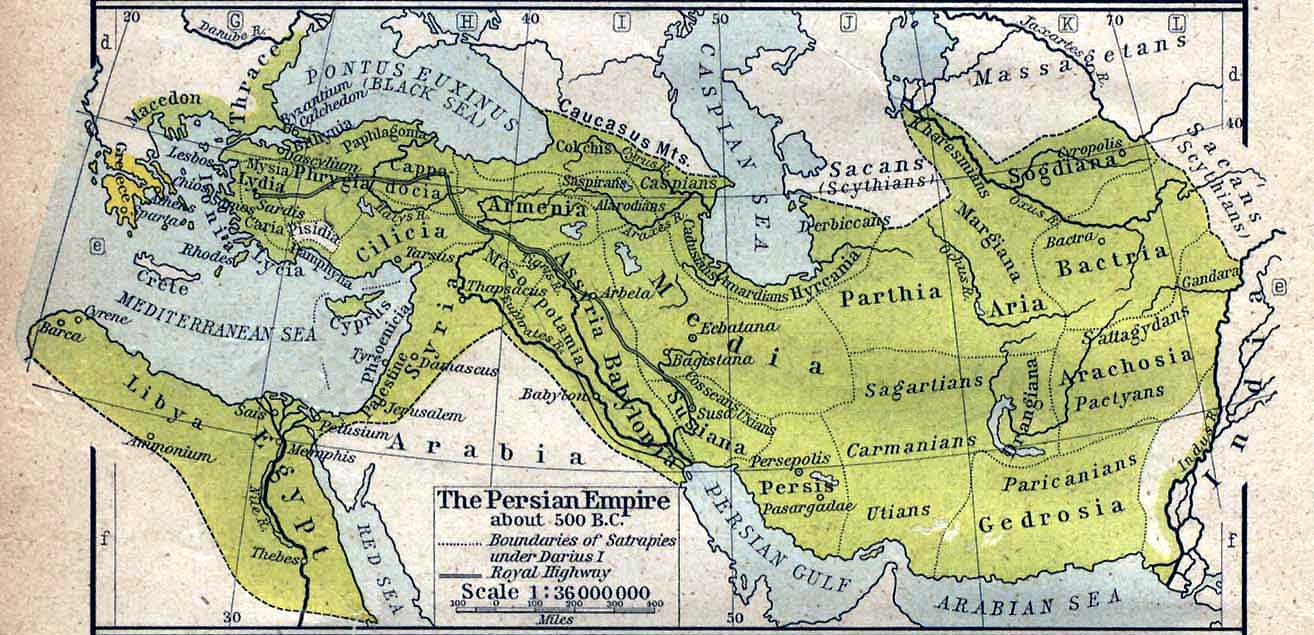
Перська імперія у 500 до н. е.

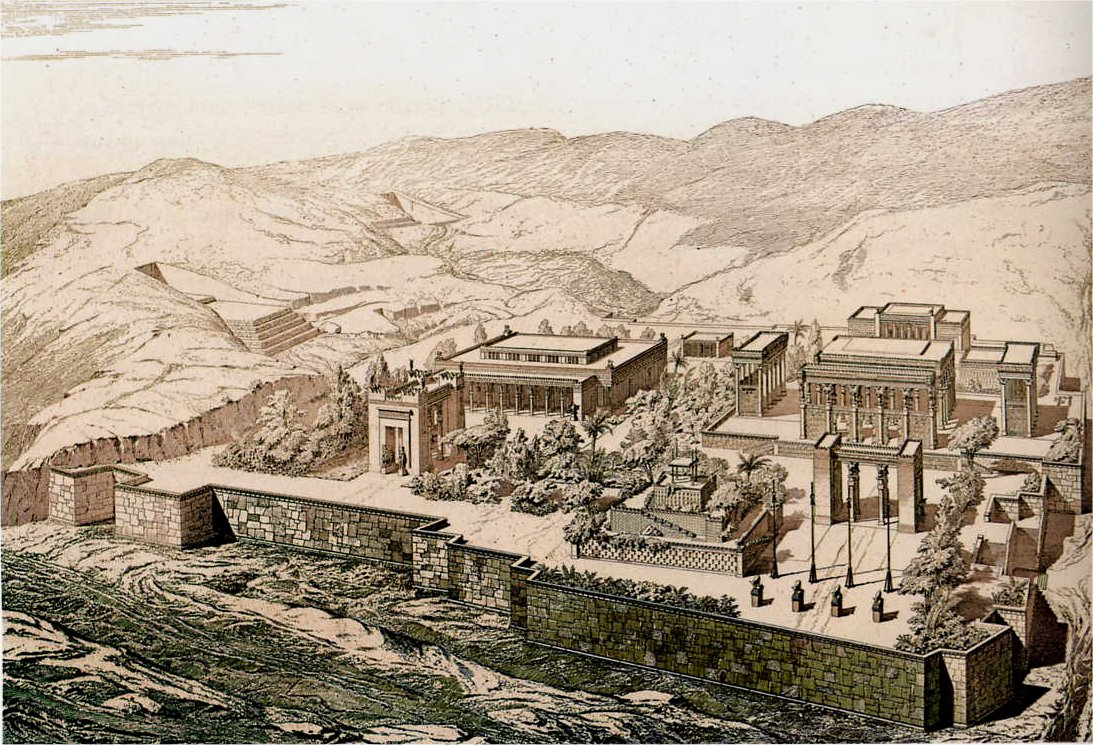
Реконструкция Персеполя

Ахеменідський Іран - стародавня держава VI — IV ст. до н. е. в Азії, створена перською династією Ахеменідів. В епоху розквіту Перська імперія займала територію від річки Інд до середземноморського узбережжя, вглиб Єгипту по долині Нілу до Судану, Анатолію до Фракії і Македонії. На території цієї держави проживали перси котрі створили свою  самобутню культуру.

## Культура Ахеменідського Ірану

### Матеріальна культура
Даних про матеріальну культуру стародавніх персів небагато.Іранці будували житло на кам’яних підмурках із цегли-сирцю, обгороджували  його разом із господарськими будівлями цегляною стіною. Здебільшого житла були одноповерховими, проте в містах траплялися й двоповерхові будинки. Помешкання мало плоску покрівлю й навіс по фасаду, що тримався на дерев’яних стовпах. Такий тип житла набув поширення в гірських регіонах Передньої Азії. 
Велике значення "царі царів" приділяли будівництву шляхів. Задля полегшення зв᾽язку між різноманітними частинами величезної держави були прокладені широкі дороги, вимощені каменем. За Дарія І будівництво шляхів набрало великого розмаху. В Ахеменідську добу в Персії вже існувала розгалужена мережа шляхів, із яких найбільше значення мала дорога із Сард у Сузи завдовжки майже 2,5 тис. км. 

Наявність шляхової мережі дала змогу персам організувати найдосконалішу як на ті часи службу поштового зв’язку, ідею якої вони запозичили в ассирійців. Змінюючи коней, спеціальні царські гінці навдивовижу швидко доставляли кореспонденцію на значні відстані. Геродот був у захопленні від ахеменідської пошти й запевняв, що: 
|  | "серед смертних істот немає такого, яке досягало б місця призначення швидше за перського вершника" |

.
Одяг давніх іранців цікавий уже тим, що він розстібний. Шили його переважно з грубої вовняної тканини, повсті чи навіть шкіри, фарбували в синьо-зелені та жовто-коричневі тони. Іранці носили різновид довжелезного каптана з довгими рукавами й відкладним коміром, під нього одягали довгу (до колін) сорочку, а поверх нього на лівому плечі прикріплювали барсову чи, за бідністю, каракулеву шкуру (звичай носити на плечі каракуль зберігся в гірських пастухів Азербайджану дотепер). Усі чоловіки в Ірані носили штани (в епоху Ахеменідів їх перейняли й інші народи Передньої Азії). Одяг стародавніх іранців був вузький і щільно прилягав до тіла. Слід зазначити, що перси були дуже сором’язливими й ретельно кутали тіло, навіть голову прикривали повстяною шапкою-ковпаком .
Престижною деталлю вбрання царя, вельможі чи духовної особи вважався мідійський кандіс — глухий безрукавний одяг з дуже низькими проймами для рук, який шився з тонких вовняних тканин, одягався через голову й туго підперізувався по талії вузьким поясом. Цей одяг був суто церемонійним, непридатним для повсякденного носіння. Царі не були скнарами, коли йшлося про їхнє вбрання. Плутарх запевняв, що парадне вбрання Артаксеркса II нібито оцінювалося в 12 тис. талантів золота, тобто приблизно в 5,5 млн доларів.

### Писемність
Давньоперська мова належала до іранської гілки індоіранських мов. У державі Ахеменідів вона була розмовною.
Дарій І  запровадив універсальну мову в державі. Ще при царюванні Кіра II державні канцелярії в західній частині Ахеменідської держави використовували арамейську мову, після того як Дарій І провів  адміністративні реформи, ця мова стала офіційною в східних сатрапіях, і використовувалась для спілкування між державними канцеляріями по всій країні. З метою створення єдиної системи спілкування всіх адміністративних установ різноманітних сатрапій Персії з величезною кількістю окремих мов, а також для полегшення політичних та торговельних зв᾽язків між різними частинами країни арамейська мова була найбільш зручна  канцелярською ж слугувала простіша й доступніша арамейська, яка за Дарія І стала загальнодержавною. 
Матеріалом для письма іранцям слугували глиняні таблички, папірус та пергамен. Особливо важливі тексти чиновники, як правило, складали відразу трьома мовами — давньоперською, еламською та аккадською (вавилонською).

### Архітектура
Культура ахеменідської Персії впродовж двох століть створювалася зусиллями іранців, єгиптян, вавилонців, ассирійців, еламців, малоазійських греків і лідійців і, зрештою, стала спільною для всіх підвладних Ахеменідам народів. Характерною особливістю архітектури та мистецтва ахеменідського Ірану була їхня прокламаційність. Вони стали частиною офіційної ідеології, прокламували могутність Персії та велич царської влади. 
"Імперський ахеменідський стиль" найвиразніше проявився в культовій та палацовій архітектурі Ахеменідів, генетично пов’язаній з престижною палацовою архітектурою мідійців . Величними пам'ятниками перської архітектури є палацові комплекси в Пасаргадах, Персеполі і Сузах.
В Пасаргадах розміщена одна з найвеличніших  архітектурних пам’яток імперії Ахеменідів - одинадцятиметрова гробниця Кіра II.
Палацовий комплекс у Пасаргадах був розташований серед садів та парків. В цій священній столиці Ахеменідів коронувалися перські царі. В іншій столиці персів, Сузах, височів палац Дарія І, що складався із 110 кімнат, коридорів і дворів. Матеріали для спорудження палацу доставляли з 12 країн. Ремісники з багатьох областей були зайняті на будівельних і оздоблювальних роботах.